# Tío Chindribú

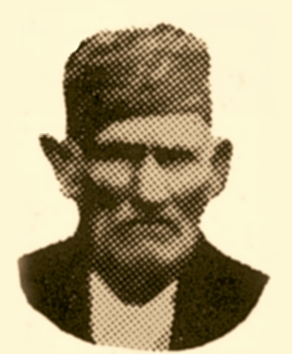
Vicente Viruete Redondo, El Tío Chindribú.

Vicente Viruete Redondo, conocido artísticamente como El Tío Chindribú (Épila, Zaragoza, h. 1825 - Épila, 1911), fue el primer cantador de jota aragonesa de nombre conocido. Se sabe que cantaba en Épila ya hacia 1840 y que también debió actuar en Zaragoza.
Tuvo un hijo, también cantador de jotas, Eustaquio «el Carabinero», aunque su marcha a Bilbao lo alejó de la actividad como jotista.
Del mítico Tío Chindribú no se conocen más datos, pero inaugura con el recuerdo de su nombre la historia de la jota aragonesa cantada, género musical en el que sobresalieron más tarde figuras como el Royo del Rabal, a fines del siglo XIX, o José Oto en la primera mitad del siglo XX.